# Colossendeis potentis
Colossendeis potentis is een zeespin uit de familie Colossendeidae. De soort behoort tot het geslacht Colossendeis. Colossendeis potentis werd in 2008 voor het eerst wetenschappelijk beschreven door Turpaeva. 